# Gauche en France
 (septembre 2023).
 (octobre 2017).
Si vous disposez d'ouvrages ou d'articles de référence ou si vous connaissez des sites web de qualité traitant du thème abordé ici, merci de compléter l'article en donnant les références utiles à sa vérifiabilité et en les liant à la section « Notes et références ».
En politique française, la gauche  constitue l'ensemble des partis, familles et mouvements politiques français d'extrême gauche, de gauche radicale, de gauche et de centre gauche, selon le spectre politique droite-gauche habituellement utilisé en France.
D'autres représentations parlementaires concurrentes, de moindre postérité, furent historiquement employées : la Gironde, plaine ou marais et montagne sous la Révolution française ou résistance et mouvement sous la monarchie de Juillet.

## Typologie
Pendant longtemps, s'affirmer ouvertement de droite a été considéré comme une impossibilité. Bon nombre de personnes ont pu se réclamer de la gauche, alors que leur positionnement politique pouvait permettre de penser le contraire. Selon Michel Winock, la droite, parti de la résistance, du conservatisme et de la réaction, n'existe et ne se définit qu'en opposition à la gauche, parti de la réforme, du progrès et du mouvement. La droite n'est pour autant pas monolithique, elle est plurielle et constituée de familles contradictoires et antagonistes. Avec le temps, elle a, en partie, abandonné ses positions les plus conservatrices et s'est adaptée à la démocratie, au libéralisme et à la modernité.

### Origine du terme
La droite, la gauche et le centre sont des appellations qui correspondent à l'origine à la place occupée en France par chaque groupe politique dans l'hémicycle de l'assemblée nationale, vue par le président de l'Assemblée, qui fait face à l'hémicycle.

### Classifications selon Michel Winock
Michel Winock retient quatre familles au sein de la gauche, considérées, selon les partis politiques contemporains, au travers des révolutions dont ils sont à l'origine : la gauche républicaine, la gauche socialiste, la gauche communiste et l'ultragauche.

#### Gauche républicaine
- Idées : Républicanisme, Radicalisme, Radical-socialisme
- Partis : La Montagne, Parti républicain, radical et radical-socialiste, MRG, Parti Radical de Gauche
- Figures : Robespierre, Ledru-Rollin, Louis Blanc, Jules Michelet, Victor Hugo, Léon Gambetta, Georges Clemenceau, Léon Bourgeois, Edouard Herriot, Jean-Pierre Chevènement, Bernard Cazeneuve

#### Gauche socialiste
- Idées : Socialisme utopique, Socialisme, Social-démocratie, Socialisme démocratique, Ecosocialisme
- Partis : SFIO, PS, Place publique, Parti de Gauche, LFI
- Figures : Saint-Simon, Jean Jaurès, Léon Blum, François Mitterrand, Jean-Luc Mélenchon

#### Gauche communiste
- Idées : Communisme, Marxisme, Socialisme libertaire, Trotskisme, Anticapitalisme
- Partis : SFIC, PCF, LCR, LO, NPA.
- Figures : Blanqui, Proudhon, Louise Michel, Jules Guesde, Maurice Thorez, Jean-Paul Sartre, Simone de Beauvoir, Arlette Laguiller, Olivier Besancenot, Philippe Poutou

#### Ultragauche
- Idées : Anarchisme, Luxemburgisme, Spartakisme, Bordiguisme, Autonomisme, Anarcho-syndicalisme, Conseillisme, Situationnisme
- Partis :
- Figures :

### Classifications selon Jacques Julliard
Jacques Julliard, qui fait le choix de baser sa classification selon leur genèse indépendamment des partis politiques, en retient quatre autres : la gauche libérale, la gauche jacobine, la gauche collectiviste et la gauche libertaire.

#### Gauche libérale
La gauche libérale, la plus proche de la droite, repose sur une croyance en l'économie de marché, en la distinction entre société civile et État et à la séparation des pouvoirs. Par rapport à son cousin de droite, la gauche libérale se différencie en prônant son attachement à la République, à la laïcité et donne la priorité aux "libertés-créances" sur les "libertés-garanties". Plus généralement, le libéral de gauche ne se préoccupe pas que de libertés, mais aussi d'égalité.
Penseurs : Ledru-Rollin, Louis Blanc
Figures : Pierre Mendès France

#### Gauche jacobine
Elle s'affirme pour le peuple en principe tout en lui retirant le pouvoir des mains en pratique. La gauche jacobine illustre en effet la "croyance quasi mystique dans la toute-puissance de la politique […] [comme] religion cachée de la gauche".La gauche jacobine est celle qui croit le plus en la république une et indivisible et en la laïcité.
Penseurs : Jean-Jacques Rousseau, Robespierre
Figures : Léon Gambetta, Georges Clemenceau

#### Gauche collectiviste
La gauche collectiviste, qui regroupe ainsi socialisme et communisme, est à relier à l'utopie, à l'idée d'organisation et au prolétariat. Son histoire s'écrit sous le sceau d'un paradoxe : révolutionnaire en rhétorique, elle gouverne le plus souvent avec la bourgeoisie (et avec un leader issu de cette classe).
Penseurs : Saint-Simon
Autres figures : Jean Jaurès, Léon Blum, François Mitterrand, Jean-Luc Mélenchon

#### Gauche libertaire et alternative
La gauche libertaire n'a pas de réelle traduction organisée et pour cause, puisqu'elle épouse la philosophie de la liberté contre celle de l'autorité. Elle sera portée par l'anarcho-syndicalisme au tournant des deux précédents siècles
Figures : Proudhon, Blanqui

## Histoire
Jacques Julliard adopte une démarche chronologique, puisque l'histoire de la gauche serait aussi celle de sa confrontation avec la droite, dont les buts de guerre seraient définis au cours du conflit. Cette histoire n'est pas linéaire pour autant, Julliard se focalisant sur les grands « moments » de son histoire.

### Le "moment fondateur": la Révolution française (1789-1799)
Dans les premiers temps de la Révolution, l'échiquier politique se divise entre les absolutistes (à la droite du Roi dans les conseils) et les partisans d'une monarchie constitutionnelle, qu'on appela les Girondins. Cependant, à la chute de Louis XVI, les Girondins basculent à droite, et à gauche siègent désormais les Républicains Jacobins menés par Robespierre, qui applique la Terreur. À sa chute, les Jacobins tentent de reprendre le pouvoir aux Directeurs modérés mais leurs activités sont considérablement réduites à quelques "clubs"

### Le "moment libéral: La monarchie censitaire (1814-1848)
Durant l'époque Napoléonienne, le clivage politique gauche n'existe plus ou du moins sera réduit au silence par les bonapartistes, qui se veulent impérialistes et Républicains.

### Le "moment radical" (1898-1914)

#### L'affaire Dreyfus
Durant l'affaire Dreyfus, la gauche française se positionnera plutôt en faveur de l'amnistie de Dreyfus, déporté au bagne en Guyane. Ils se placent en tant que "dreyfusards" et de nombreuses personnalités populaires interviendront dans cette affaire, à l'image d’Émile Zola, pilier de la littérature naturaliste, ou encore Jean Jaurès, fondateur du journal l'Humanité et père du socialisme français.

### Le "Grand Schisme" (1920-1939)

#### La sortie de la Première Guerre mondiale
Au sortir de la Première Guerre mondiale, la France s’interroge, exsangue malgré la victoire. La guerre a en profondeur modifié le paysage démographique français, avec de plus en plus de citadins, d’ouvriers, mais aussi une augmentation du nombre d’étrangers employés, afin de remplacer les morts des tranchées. Ces changements démographiques donnent une importance nouvelle aux milieux de gauche, dont la guerre a modifié le paysage politique et idéologique. En effet, en 1905 à Paris, le congrès du Globe signe l’unification du socialisme français (union du PSDF et du PSF), donnant suite au congrès socialiste international d'Amsterdam de 1904. La SFIO, « parti du mouvement ouvrier », naît à ce moment-là. Mais en 1914, la grande majorité de la SFIO accepte de cautionner la guerre, trahissant ainsi ses principes internationalistes et pacifistes. De plus, l'assassinat en 1914 de Jean Jaurès, le rassembleur des gauches, « l’espoir » encore tout récent de la révolution russe, le traumatisme des tranchées, la possibilité d’une révolution spartakiste outre-Rhin, d’une grève générale en France, modifient et divisent la gauche, entre partisans de la révolution et réformistes. Ainsi aperçoit-on déjà, en 1919, la division au sein de la gauche, division qui se concrétise au moment du Congrès de Tours, en décembre 1920 et la scission idéologique profonde qui en découle. Véritable cassure dans l’histoire des gauches entre le passé mythique de la Première Internationale ou des discours de Jaurès, et l’avenir incertain et troublé par les divisions, la scission de Tours apparaît comme un point de départ d’une nouvelle époque.
Il semblerait qu’au-delà de la division politique des années 1920 entre révolutionnaires et réformistes, apparaisse une continuité pour la gauche, face aux nouveaux dangers des années 1930.

#### Le Congrès de Tours de 1920
Ainsi, le Congrès de Tours apparaît comme un point de départ pour les gauches modernes et leurs divisions.
En effet, durant le congrès, la SFIO se divisa en trois camps. Le premier, majoritaire, rassemblait les partisans de l'adhésion à la IIIe Internationale communiste. Il s'agissait surtout des plus jeunes dirigeants du parti soutenus par un très grand nombre de membres et regroupés autour du Comité de la troisième internationale (Boris Souvarine, Fernand Loriot, etc.). Le second camp était mené par une minorité acceptant l'adhésion, mais seulement sous certaines conditions. Ceux-ci, ne pouvant mettre en avant leurs revendications, se regroupèrent avec le troisième camp, mené par Léon Blum, et la majorité des élus, qui refusait totalement l'adhésion et souhaitait rester au sein de la IIe Internationale. La SFIO se sépara donc en deux, concrétisant l’opposition de deux idées de la gauche : Celle d’une gauche révolutionnaire ennemie de la classe bourgeoise incarnée par la Section Française de l’Internationale Communiste (SFIC) aux ordres de la IIIe Internationale, et celle d’une gauche plus modérée, réformiste, incarnée par la minorité de la Section Française de l’Internationale Ouvrière (SFIO) regroupée autour de Blum, et qui fait scission.
D’abord, la SFIC est une section de la IIIe Internationale, rassemblant les partisans de Lénine et de la révolution. L’un des grands fondements de l’idée communiste d’après guerre est d’ailleurs la référence à la révolution russe, la passion encore romantique des communistes français pour cette « grande lueur à l’Est » dont parle Jules Romains qui ajoutait : « c'est peut-être une aurore, c'est peut-être un incendie. ». Les leaders communistes français sont invités à Moscou par Lénine, Cachin accompagne Frossard dans la Russie rouge. Un autre grand fondement du communisme du début des années 1920 est la révolte contre la guerre, comme en témoigne l’ouvrage de Barbusse, « le feu, journal d’une escouade ». Les communistes rendent les nations bourgeoises responsables des massacres de 14-18, et d’anciens combattants deviennent de célèbres militants communistes, tels que Vaillant Couturier. Le communisme de la SFIC prône en effet un refus total de l’ordre bourgeois, assimilé à l’ordre des « planqués » de la grande guerre, ou au conformisme de droite incarné pour les communistes par Barrès. La gauche se divise.

#### La division de la Gauche (1924-1934)
D’ailleurs, dans une optique d’opposition à l’ordre bourgeois, les communistes critiquent le Cartel des gauches en 1924, et refusent d’avoir à choisir entre socialistes et radicaux, ou, comme ils disent, d’avoir à choisir entre « la peste et le choléra ». Ainsi constate-t-on une politique de lutte contre toute incarnation (de gauche comme de droite) de l’ordre bourgeois, mais aussi une soumission aux directives de la IIIe Internationale. En effet, dès 1924, la politique des communistes français change, suivant les directives de l’Internationale de Moscou. En effet, le parti se marginalise et se sectarise. On éloigne du Parti des membres fondateurs (Boris Souvarine), des syndicalistes-révolutionnaires (Pierre Monatte), des intellectuels « trotskistes » comme Alfred Rosmer et Pierre Naville. Les communistes s’isolent d’une grande partie de leurs soutiens dans l’opinion publique, et les effectifs des membres du Parti passent de 110 000 en 1920 à seulement 30 000 en 1933. Le Parti est donc sur un déclin de « sectarisme » (Jean Touchard) et d’isolement et, après la mort de Lénine en 1924 et la montée en puissance de Staline à la fin des années 1920, on ne chante plus le romantisme des révoltes de 1917, mais la « collectivisation » et les combinats naissants en URSS.
Par ailleurs le parti organise de grandes luttes anti-colonialistes, et va même jusqu’à adresser une lettre d’encouragement et de fraternité aux insurgés du Rif marocain contre l’occupant français. Pour André Breton, Louis Aragon ou Paul Éluard, le Parti d’alors est la forme organisée d’une révolte absolue contre la société. De jeunes philosophes comme Paul Nizan rejoignent également le Parti. Aragon voyage en URSS, et entretient des relations indirectes par le biais de sa femme Elsa Triolet avec le poète soviétique et ami de Staline, Maïakovski. Dès les années 1920, le Parti influence donc déjà certains intellectuels.
Les socialistes de la SFIO refusent la soumission à Moscou. Parti de pouvoir, mais traversé de tendances très diverses, allant du centrisme jusqu'à l'extrême-gauche (y compris libertaire), la SFIO compte s’emparer de ce dernier par la voie légaliste. Léon Blum, en janvier 1926, pose à ce propos la distinction entre « conquête » et « exercice du pouvoir ». En 1924, elle accède au pouvoir lors du premier Cartel des gauches, en s'alliant avec le Parti radical et radical-socialiste (Herriot et Daladier).
Si les socialistes et les radicaux gouvernent en tandem le Cartel des gauches, il existe une crise quasi-continuelle entre les deux formations, qui traduit une crise de la SFIO, criante à la fin des années 1920 et au début des années 1930. En effet, les socialistes s’interrogent sur le rôle de l’État dans l’idéologie du parti, ou encore sur les rapports à tenir avec la société capitaliste et les classes moyennes.
C’est également une crise idéologique, avec la création d’un mouvement « néo-socialiste » de Marcel Déat et Adrien Marquet, exclus de la SFIO en 1934. Mais les interrogations des socialistes sur la place de l’État dans l’idéologie de la SFIO, sur la position à adopter vis-à-vis du capitalisme, poussent certains à réfléchir à d’autres modes d’action, tels que la planification, comme l’envisagent les partisans du groupe « Révolution constructive ». À gauche du parti, les tendances « Bataille socialiste » et « Gauche révolutionnaire » (de Marceau Pivert) militent pour une révolution prolétarienne. Les militants trotskystes de la Ligue communiste entrent à la SFIO après les émeutes du 6 février 1934, dont le caractère fascisant pousse la gauche à s'unir dans l'antifascisme. Ils sont cependant exclus lors du Congrès de Mulhouse de 1935 de la SFIO.
Ainsi constate-t-on une crise profonde au sein de la SFIO, une crise au fond non seulement des attitudes à adopter face aux communistes, mais aussi face à la montée des ligues et du fascisme.

#### L'antifascisme (1934-1936)
En effet, la montée des « périls fascistes » et de la poussée ligueuse, concrétisée par les émeutes du 6 février 1934, est pour la gauche l’occasion de réaliser le danger que constituent certaines ligues d’extrême droite. C’est aussi l’occasion de vives réactions de la part de toute la gauche, qui se traduisent aussi bien par une recherche de l’union des socialistes et des communistes, que par de nouveaux espoirs.
D’abord, les années 1934 et 1935 sont pour les communistes les années de la réintégration de la collectivité nationale, mais aussi de l’antifascisme (Comité de vigilance des intellectuels antifascistes ou CVIA). En effet, les émeutes du 6 février, mais aussi la montée de l’extrême droite en France poussent les communistes à signer un pacte d’unité d’action avec les socialistes en juillet 1935. En 1935 également, la CGTU, qui avait fait scission avec la CGT peu après le congrès de Tours, est réintégrée à la CGT. En 1935 s’effacent alors quelques-uns des dommages créés par la scission de décembre 1920. On assiste donc à un rapprochement des socialistes et des communistes, mais qui ne se justifie pas seulement, pour les communistes en tous cas, par la menace de l’extrême droite. En effet, il y a à partir de 1933 et 1934, un changement de la ligne politique de la IIIe Internationale, face à l’arrivée de Hitler au pouvoir, mais aussi face à Mussolini. Le parti communiste doit alors sortir de son isolement et de la logique de révolution, afin de rallier à lui le plus de sympathisants possible, et barrer la route aux mouvements d’extrême droite. Servi par la crise de 1929, qui touche la France à partir de 1931 et 1932, le PCF se fait le défenseur des « petites gens », victimes de la crise et de la paupérisation ambiante. De plus, Thorez, premier secrétaire du PCF, opère un tournant nationaliste, et exalte désormais la Marseillaise.
Désormais, socialistes et communistes marchent ensemble. Mais ce rapprochement se vit essentiellement au niveau des dirigeants de la gauche. Les militants, eux, se trouvent solidaires, socialistes, communistes, trotskistes ou anarchistes, face à la matérialisation de la lutte contre le fascisme, la guerre d'Espagne. Des sympathisants de toutes les mouvances de gauche, des sociaux-démocrates aux anarchistes, rejoignent les rangs des milices du POUM, de la CNT ou plus tard des Brigades internationales. La guerre civile espagnole a de lourdes conséquences psychologiques sur les militants, qui prennent alors conscience des dangers réels du fascisme, mais aussi de l’espoir que suscite une possible victoire. Espoir au sud des Pyrénées, mais aussi au nord, avec la victoire du Front Populaire.

#### Le Front populaire (1936)

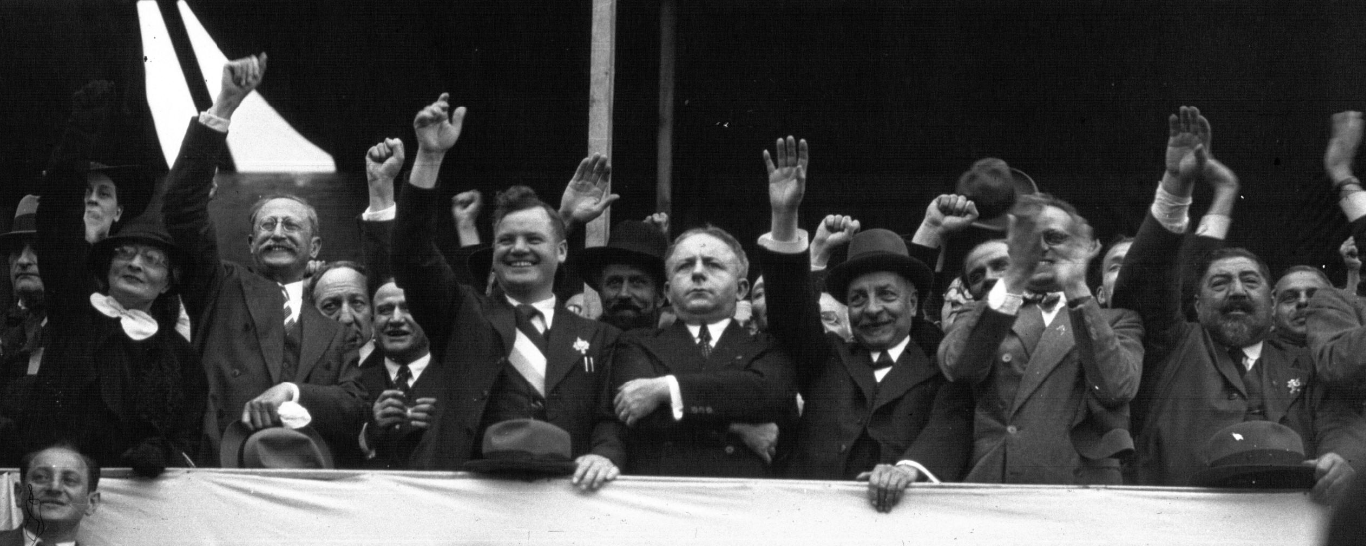
Le Front populaire le 14 juillet 1936 (de gauche à droite : Thérèse Blum, Léon Blum, Maurice Thorez, Roger Salengro, Maurice Viollette, Pierre Cot)

En effet, ce Front populaire qui gagne les élections du 3 mai 1936, concrétise la victoire de la gauche unie, des radicaux aux communistes, même si ces derniers (sur ordre de Moscou ?) ne prennent pas part au gouvernement. Le Front populaire, qui entre en fonction en début juin 1936, choisit comme président du Conseil Léon Blum et qui succède à des cabinets de droite comme celui de Laval en 1935, doit faire face à une grève "joyeuse" qui rassemble plus d’un million et demi de travailleurs, et qui témoigne de la situation économique de la France de 1936. Le 8 juin, les accords de Matignon sont signés entre le gouvernement et les syndicats, et le PCF engage tout son poids pour que les grévistes retournent le plus vite possible au travail. Cet engagement, resté célèbre par la phrase de Maurice Thorez « Il faut savoir terminer une grève », traduit une volonté d’apaisement du climat social en France de la part de tous les dirigeants de la gauche, communistes compris. Et au-delà des actes politiques, les réformes et l’action du Front populaire entretiennent l’espoir des sympathisants de gauche. Non pas l’espoir au sens de l’espoir de la révolution prochaine, mais l’espoir au sens d’André Malraux, d’un avenir meilleur malgré les périls en Espagne et la virulence de l’opposition (Roger Salengro est poussé au suicide par les déclarations de journaux d'extrême droite). C’est enfin l’espoir d’une communion de la gauche par delà les clivages idéologiques, car comme le disait André Gide avant son voyage en URSS, « dans communisme, il y a communion ». Enfin, le Front populaire concrétise la réconciliation des idées de gauche avec l’idée de collectivité nationale par la prise de pouvoir légaliste.
Ainsi voit-on, même si dès 1937 le Front populaire doit faire face aux lourdes difficultés de l’exercice du pouvoir avant de choir tout à fait, même si les communistes sont politiquement isolés par leur approbation de la signature du pacte Molotov-Ribbentrop en 1939, que l’expérience de 36 s’inscrit comme l’aboutissement de la politique adoptée par la Gauche dès 1934, surtout face à la droite. Enfin, l’évolution de la gauche tout au long de l’entre-deux-guerres, malgré les profondes divisions issues de la guerre de 14, d’octobre 17 ou du Congrès de Tours, aboutit finalement à l’alliance (relative) de toutes les gauches au sein d’une majorité de Front Populaire, alliance que l’on ne retrouve entre socialistes et communistes que bien plus tard, en 1946, puis en 1972 avec le Programme commun, avec la gauche plurielle en 1997, et enfin avec la Nouvelle Union populaire écologique et sociale en 2022.

### Fin de la synthèse jaurésienne

#### IVeRépublique
À la fin du gouvernement provisoire, le pouvoir est réparti entre les modérés, les communistes et les socialistes. Mais ce tripartisme se fragilise quand, au début de la Guerre Froide, le PCF est chassé du pouvoir. De plus, les gaullistes de l'UPR deviennent une force majeure. Ces évènements favorisent l'instabilité et, quand De Gaulle prend le pouvoir, les socialistes sont énormément affaiblis.

### Mitterrandisme
De 1958 à 1995, les socialistes sont menés par un seul homme, François Mitterrand. Il crée le PS des cendres du SFIO, unit temporairement communistes et socialistes et parvient à échanger le rapport de force avec le PCF. Son travail culmine avec son élection, en 1981, à la présidence de la République. Rival de de Gaulle, puis de VGE, il fabrique une gauche d'exercice de pouvoir. Après avoir tenté pendant deux ans de mener un programme économique de gauche, Mitterrand organise, face aux difficultés économiques, le tournant de la rigueur, abandonnant ainsi la politique de relance. Cette décision divise et affaiblit la gauche. Son départ de la vie politique fragilise le PS, qui se divise.

### Les gauches plurielles
La succession de Mitterrand au début des années 1990 est difficile pour le PS : le parti essuie de violents revers aux élections régionales et cantonales de 1992, et subit la plus lourde défaite de son histoire aux élections législatives de 1993 : seuls 57 députés socialistes ou apparentés sont élus. Ces années sont également marquées par l'émergence de Bernard Tapie au MRG, rapidement rattrapé par les scandales financiers, en particulier l'affaire VA/OM. En 1995, Lionel Jospin est désigné le candidat du Parti socialiste pour l'élection présidentielle de 1995. De son côté, le Parti communiste français poursuit son effondrement, entamé en 1981, malgré les efforts de Robert Hue, secrétaire général depuis 1994, pour redresser la situation.
Battue par Jacques Chirac, la gauche prend sa revanche aux élections législatives de 1997, grâce à la victoire de la coalition de gauche plurielle (PS, PCF, LV, MDC, PRS), inaugurant ainsi la troisième cohabitation.
À l'élection présidentielle de 2002, les partis de gauche se présentent désunis avec huit candidats différents. La division, le bilan du gouvernement Lionel Jospin, la forte poussée de l'extrême gauche trotskyste de LO et LCR) et des écologistes, le fort taux d'abstention, aboutissent au traumatisme pour la gauche, au soir du 21 avril 2002, lorsque  Jean-Marie Le Pen se qualifie pour le second tour de l'élection présidentielle, face à Jacques Chirac.
Les élections législatives 2002 et de 2007 menées par François Hollande sont des échecs pour la gauche. Alors que le PCF atteint des scores historiquement faibles, l'extrême gauche et la gauche radicale se réunissent au sein d'une gauche antilibérale. Cette recomposition, et le rejet du candidat de droite sortant Nicolas Sarkozy, permettent à François Hollande d'être élu en 2012 et de remporter les élections législatives le mois suivant.
La sortie de son quinquennat annonce une recomposition du paysage politique français et notamment des gauches. Vampirisé par Emmanuel Macron, plus centriste, le candidat PS arrive à la cinquième place avec un peu plus de 6% des voix. Jean-Luc Mélenchon fondateur de La France insoumise se veut le porte drapeau de la gauche antilibérale, qui évoluera progressivement vers une idéologie populiste de gauche et antiraciste. L'extrême gauche traditionnelle apparait affaiblie par la fuite de son électorat ouvrier vers le Front national.
Les élections municipales de 2020 marquées par un taux d’abstention record, voient une forte progression des listes écologistes, en particulier celles liées à Europe Écologie Les Verts, souvent en alliance avec des partis de gauche (PS, PCF, LFI). La campagne pour la présidentielle de 2022 montre une multiplicité des candidatures et absence d'union à gauche.
Les Élections législatives françaises de 2022 ont vu une alliance de la gauche au sein de la Nouvelle Union populaire écologique et sociale, ne présentant qu'une seule candidature dans chaque circonscription. Malgré cette union, la gauche n'obtient pas la majorité, avec 151 sièges obtenus.

## Idées politiques
La gauche se réclame des valeurs d'égalité, de progrès, de solidarité.[réf. nécessaire].
Ces valeurs se sont construites pendant un long processus allant de la première révolution française jusqu'à aujourd'hui, ce processus va déboucher vers plusieurs pensées et idéologies de gauche, expliquant ainsi la présence d'un pluralisme de la gauche moderne, mais ayant chacune les valeurs énoncées plus tôt.

## Partis et mouvements français de gauche
"L'histoire de la gauche a toujours été l'histoire des sensibilités" selon Rémi Lefebvre. La gauche française est la jonction des familles représentées par les mouvements idéologiques et partis politiques placés à gauche de l'hémicycle depuis 1789.

### De la Révolution française à la monarchie de Juillet

#### Constitutionnalisme
- Club des Jacobins
- Club des cordeliers
- Club des feuillants

#### Républicanisme
- La Montagne :
  - Les Exagérés (Marat, Hébert)
  - Les Robespierristes (Robespierre, Saint-Just)
  - Les Indulgents (Danton, Desmoulins)

### De la Deuxième République au Second Empire

#### Socialisme
- La Montagne

### De la Troisième République à la Première Guerre mondiale

#### Radicalisme
- Parti républicain, radical et radical-socialiste

#### Internationalisme socialiste
- Parti socialiste de France : blanquistes et guesdistes
- Parti socialiste français : possibilistes, allemanistes et indépendants
- Parti ouvrier français (guesdiste)
- Parti socialiste révolutionnaire (blanquiste)
- Comité révolutionnaire central (blanquiste)
- Fédération des travailleurs socialistes de France
- Parti ouvrier socialiste révolutionnaire (allemaniste)
- Alliance communiste révolutionnaire
- Socialistes indépendants

### De l'Entre-deux-guerres à la Seconde Guerre mondiale

#### Anarchisme
- Union anarchiste

#### Trotskisme
- POI

#### Communisme
- SFIC

#### Socialisme démocratique
- SFIO

#### Radicalisme
- Parti républicain, radical et radical-socialiste

### De la Libération à la Cinquième République

#### Anarchisme
- Fédération anarchiste

#### Trotskisme
- PCI-SFQI
- Union communiste

#### Communisme
- PCF

#### Socialisme démocratique
- La Section française de l'internationale ouvrière (SFIO), l'ancêtre du PS.
- UDSR

#### Radicalisme
- Parti républicain, radical et radical-socialiste

#### Gaullisme de gauche
L'Union démocratique du travail (UDT) regroupait les gaullistes de gauche, associée à l'UNR, située à droite dans l'UNR-UDT.

### Cinquième République

#### Anarchisme
- Fédération anarchiste
- Alternative libertaire
- CGA
- UCL

#### Trotskisme
- La Ligue communiste
- LCR
- Lutte ouvrière

#### Anticapitalisme
- NPA
- FASE
- Ensemble !

#### Communisme
- PCF

#### Socialisme autogestionnaire
De 1946 à 1958, se sont développés différents partis et mouvements de la deuxième gauche (ou troisième gauche, ou autre gauche...), récusant l'atlantisme de la SFIO et l'alignement sur l'URSS du PCF : Jeune République (dont l'origine remonte à 1912), l'Union progressiste, le Centre d'action des gauches indépendantes (CAGI), la Nouvelle gauche (ou Mouvement uni de la nouvelle gauche), l'Union de la  gauche socialiste (UGS), le Parti Socialiste Autonome (PSA), dont le processus de fusions successives a conduit à la création du Parti Socialiste Unifié (PSU).
- PSU (1960-1990)
- Alternative Rouge et Verte (1989-1998)
- Les Alternatifs (1998-2015)
- Fédération pour une Alternative Sociale et Ecologique (2008-2013).
- Mouvement de l'utopie concrète (2012) : créé par Roland Castro.

#### Écosocialisme
- Le Parti de gauche
- La France insoumise
- Place publique

#### Social-démocratie
- Parti socialiste
- Génération.s
- SFIO
- CIR

#### Écologie politique
- Les Verts
- Génération écologie

#### Radicalisme
- PRG

#### Gaullisme de gauche
- FRP

### Évolution des partis de gauche sur l'échiquier politique
Dans un perspective historique et relationnelle, il est possible d'observer l'évolution chronologique de la gauche sur l'axe gauche-droite. Les raisons exposées sont celles de l'apparition de nouvelles entités de gauche, de l'expérience du pouvoir ou de la confrontation avec la droite. Cela est résumé sous le concept du sinistrisme par Albert Thibaudet dans Les idées politiques de la France (1932).
|                                     | Extrême-gauche             | Gauche radicale           | Gauche                        | Centre-gauche                           |
| ----------------------------------- | -------------------------- | ------------------------- | ----------------------------- | --------------------------------------- |
| Révolution (1789-1799)              | Montagnards                | Jacobins                  | Girondins                     | Feuillants                              |
| Monarchie censitaire (1814-1848)    | Exagérés                   | Robespierrisme            | Indulgents                    |                                         |
| Seconde République (1848-1852)      | Radicalisme                |                           | Montagne                      | Républicains                            |
| Années 1870 et 1880                 | Radicaux-socialistes       | Gauche radicale           |                               | Gauche républicaine                     |
| Années 1890                         | Parti ouvrier français     | Radicaux-socialistes      | Radicaux                      | Républicains                            |
| Années 1900                         | Parti socialiste de France | Parti socialiste français | Radicaux-socialistes          | Radicaux                                |
| Années 1910                         |                            | SFIO                      | Parti républicain-socialiste  | Radicaux-socialistes                    |
| Entre-deux-guerres (1918-1939)      | PC-SFIC                    | SFIO                      | Union socialiste républicaine | Radicaux-socialistes                    |
| IVe République (1946-1958)          |                            | PCF                       | SFIO                          | Rassemblement des gauches républicaines |
| La petite alternance (1958-1981)    |                            |                           |                               |                                         |
| La grande alternance (1981-2002)    |                            |                           |                               |                                         |
| La période quinquennale (2002-2017) |                            | PCF, PG                   |                               |                                         |
| La période macroniste (depuis 2017) | LO, NPA, RP, PRCF, UCL     | LFI, PCF                  | PS, EELV, G.s, FGR (en), ND   | LC, PP, EC                              |

### Partis et mouvements actuels

#### Extrême gauche
En France, en 2023, les partis et mouvements politiques classés à l'extrême gauche sont :
- Lutte ouvrière (LO), (existe sous cette appellation depuis 1968)[10] ;
- Nouveau Parti anticapitaliste (NPA), (créé en 2009, il succède à la Ligue communiste révolutionnaire)[11],[12],[13] ;
- Nouvelle Union populaire écologique et sociale (NUPES ou NUPÉS)[réf. nécessaire], (créé en 2022), elle regroupe notamment[14] :
  - Parti ouvrier indépendant (POI), (créé en 2008, qui succède au Parti des travailleurs)[15] ;
- Révolution Permanente (RP), (créé en 2022, il est issu du NPA)[16] ;
- Pôle de renaissance communiste en France (PRCF), (créé en 2004, issu du PCF, patriote socialiste, il prône la sortie de l'Union européenne)[17],[18] ;
- Union communiste libertaire (UCL), (créé en 2019, anarcho-communiste, elle est la fusion de l'Alternative libertaire et de la Coordination des groupes anarchistes)[19],[20] ;
- Parti communiste des ouvriers de France (PCOF), (créé en 1979, il était membre du Front de gauche)[21] ;
- Fédération anarchiste (FA), (créé en 1945, anarchiste, elle prône la construction d'une société libertaire sans classes ni états, sans patries ni frontières[22])[23] ;
- Ligue trotskyste de France (LTF), (section française de la Ligue communiste internationale (quatrième internationaliste)) ;
- Parti révolutionnaire Communistes (PRC), (existe sous cette appellation depuis 2015, il est issu du PCF)[24] ;
- Indigènes de la République (IR), (créé en 2010, postcolonialiste, il prône la constitution d’un gouvernement décolonial)[25],[26] ;
- Gauche révolutionnaire (GR), (créé en 1992, elle était membre du NPA de 2009 à 2012).

#### Extrême gauche à gauche radicale
Les partis et mouvements politiques classés entre la gauche radicale et l'extrême gauche sont :
- Nouvelle Union populaire écologique et sociale (NUPES ou NUPÉS), qui regroupe notamment[14] :
  - La France insoumise (LFI ou FI), (créé en 2016, socialiste démocratique et écosocialiste, elle prône la création d'une sixième République)[27],[28],[29],[30],[31],[32],[33], qui regroupe[34] :
    - Parti de gauche (PG), (créé en 2008, il est issu du PS) ;
    - Gauche écosocialiste (GES), (créée en 2022, elle est issue d'Ensemble !) ;

  - Parti communiste français (PCF), (existe sous cette appellation depuis 1943)[35],[36] ;
  - Ensemble ! (ENS ou E!), (créé en 2013, elle est la fusion de la Fédération pour une alternative sociale et écologique, la Gauche anticapitaliste, Les Alternatifs, Convergences et alternative et une large majorité des militants de Gauche unitaire)[37],[38] ;
- Parti ouvrier indépendant démocratique (POID), (créé en 2015, il est issu du POI)[39] ;
- Parti pour la décroissance (PPLD), (créé en 2006, il prône la décroissance)[40].

#### Gauche radicale
Les partis et mouvements politiques classés dans la gauche radicale sont :
- Nouvelle Union populaire écologique et sociale (NUPES ou NUPÉS), qui regroupe notamment[14] :
  - Pôle écologiste (PE ou PÉ), (créé en 2020), qui regroupe :
    - Europe Écologie Les Verts (EÉLV ou EELV), (existe sous cette appellation depuis 2010 et absorbe en 2022 Les Nouveaux Démocrates)[41],[42] ;

  - Debout ! (D!), (créé en 2017, anciennement Picardie Debout !) ;
  - Révolution écologique pour le vivant (REV ou RÉV), (créé en 2018, antispéciste et proche de LFI) ;
- Union des démocrates musulmans français (UDMF), (créé en 2012, anticolonialiste, elle veut rassembler les « musulmans de France » et prône les valeurs de l'Islam)[43] ;
- Parti de la Démondialisation (ParDem), (créé en 2016, il succède au Mouvement Politique d'Éducation Populaire (M'PEP))[44].

#### Gauche radicale à gauche
Les partis et mouvements politiques classés entre la gauche radicale et la gauche sont :
- Nouvelle Union populaire écologique et sociale (NUPES ou NUPÉS), qui regroupe notamment[14] :
  - Pôle écologiste (PE ou PÉ), (créé en 2020), qui regroupe :
    - Génération.s (G.s), (créé en 2017, il est issu du PS) ;
    - Génération écologie (GE ou GÉ), (créé en 1990, écologiste, il prône la décroissance depuis 2018)[45],[46],[47] ;

  - Gauche démocratique et sociale (GDS), (créée en 2018, elle est issue du PS) ;
- Fédération de la gauche républicaine (en) (FGR), (créé en 2022), elle regroupe notamment[48] :
  - Gauche républicaine et socialiste (GRS), (créée en 2018, elle est issue du PS) ;
  - Nouvelle Gauche socialiste (NGS), (créée en 2015, elle est issue du PS)[49] ;
- Mouvement des progressistes (MDP ou MdP), (existe sous cette appellation depuis 2014, il est issu du PCF)[50] ;
- République & Socialisme (R&S ou RS), (créé en 2009, ancien membre du Front de gauche, elle est issue du MRC)[51] ;
- La Gauche patriote (LGP ou GP), (créée en 2019, elle est issue du LP)[52],[53].

#### Gauche
Les partis et mouvements politiques classés à gauche sont :
- Nouvelle Union populaire écologique et sociale (NUPES ou Nupes), qui regroupe notamment[14] :
  - Parti socialiste (PS), (existe sous cette appellation depuis 1969) ;
- Place publique (PP), (créée en 2018, eurofédéraliste, elle prône les valeurs de l'Union européenne)[54] ;
- Nouvelle Donne (ND), (créée en 2013, elle est issue du PS)[55],[56] ;
- La Convention (LC), (créée en 2023, elle est issue du PS) elle regroupe[57],[58],[59],[60] :
  - Parti radical de gauche (PRG), (existe sous cette appellation depuis 1998) ;
  - Mouvement des citoyens (MDC), (recréé en 2018, il est issu du MRC)[61] ;
  - Collectif des sociaux-démocrates réformateurs (CSDR), (créé en 2022, il est issu de Territoires de progrès)[62] ;
- Fédération de la gauche républicaine (en) (FGR), elle regroupe notamment[48] :
  - L'Engagement (LE), (créé en 2021, il est issu du PS) ;
  - Mouvement républicain et citoyen (MRC), (créé en 2003, issu du PS, il est membre depuis 2019 de la GRS)[63],[64],[65] ;
  - Les Radicaux de gauche (RDG ou LRDG), (créé en 2017, il est issu du PRG)[66],[67] ;
- Volt France (Volt), (créé en 2018, section française de Volt Europa, il prône le fédéralisme européen)[68] ;
- La Raison du peuple (LRDP), (créé en 2022), elle regroupe[69] :
  - République souveraine (RS), (créé en 2019, issu de La France insoumise, elle est de gauche souverainiste)[70] ;
  - Solidarité et progrès (S&P ou SP), (existe sous cette appellation depuis 1996)[71] ;
- Nouvelle Action royaliste (NAR), (existe sous cette appellation depuis 1978, issu de l'Action française, elle est prône la monarchie constitutionnelle)[72],[73],[74],[75] ;
- Liberté Écologie Fraternité (LEF ou LÉF), (créée en 2020, elle est issue de l'UDE)[76] ;
- La Force du 13 (LFD13), (créée en 2014, elle est issue du PS)[77] ;
- Initiative démocratique de gauche (IDG), (créée en 1991, elle est issue du PCF)[78] ;
- Parti des citoyens européens (PACE), (créé en 2007, elle est de gauche eurofédéraliste)[79] ;
- Réinventez ! (RÉI ou REI), (créé en 2022, il est issu du PS)[80] ;
- Souverains Demain ! (SD), (créé en 2021, il est souverainiste de gauche)[81] ;
- Ensemble (ENS), qui regroupe notamment[82] :
  - Fédération progressiste (FP), (créée en 2022, elle est issue du PS)[83],[84],[85],[86] ;
  - En commun ! (EC), (créé en 2020)[87],[88].

#### Centre gauche
Les partis et mouvements politiques classés au centre gauche sont :
- Ensemble (ENS), qui regroupe notamment[82] :
  - Renaissance (RE), qui regroupe[89] :
    - Territoires de progrès (TdP ou TDP), (créé en 2020)[90] ;
    - Parti écologiste (PÉ), (créé en 2015, il est issu d'EELV)[91] ;

  - Refondation républicaine (RR), (créée en 2022, elle est issue du MRC)[92] ;
- Les écologistes avec la majorité présidentielle (ÉMP), qui regroupe notamment[93],[94] :
  - Union des centristes et des écologistes (UCE), (créée en 2021, elle est issue de l'UDE)[95],[96] ;
- Écologie au centre (ÉAC), (créé en 2022, elle succède à l'Alliance écologiste indépendante)[97] ;
- Cap21 (Cap21), (créé en 2000, écologiste, proche de l'Écologie au centre, les deux mouvements quittent le Pôle écologiste en 2022)[98],[99] ;
- Union des démocrates et des écologistes (UDE), (créé en 2015)[100] ;
- Printemps républicain (PR), (créé en 2016, anti-communautariste, il prône les valeurs de la République et de la Laïcité)[101],[102] ;
- La Gauche moderne (LGM), (créé en 2002, issu du PS, elle était membre de l'UDI de 2012 à 2017)[103].

D'autre part, il existe de nombreuses associations plus on moins importantes, comportant (voire dirigées par) des militants politiques déclarés, ou au contraire méfiantes à l'égard du système politique actuel.
Il faut mentionner aussi des associations de droit ou de fait qui ne veulent pas avoir de rôle électoral, mais ont contribué à la campagne pour le « non de gauche » au référendum sur le projet de Traité constitutionnel européen du 29 mai 2005 : Fondation Copernic, Attac, PRS, collectifs du non (dont certains s'intitulent maintenant « collectifs du 29 mai »), qui appartiennent à la gauche antilibérale.
Bien que cela fasse débat (nombre de personnalités politiques, notamment du PCF et de la gauche du PS, refusent de voir la gauche comme une entité scindée en plusieurs morceaux), certain distinguent actuellement plusieurs gauches françaises.
Chez les partisans de cette classification, on retrouve souvent :
- la gauche social-démocrate (PS, PRG…), favorable à une République décentralisée et à un État arbitre entre les différentes forces sociales, et la gauche gaulliste, qui reprend ce postulat en y ajoutant la société de participation et l'indépendance nationale.
- la gauche antilibérale (PCF, LFI…), favorable à une République décentralisée, dans le cadre d'un État Unitaire acteur de la vie économique et sociale.
- la gauche anticapitaliste (NPA, LO…), dont la ligne politique se démarque de celle de PCF ou de LFI d'une part par une volonté de transformation très rapide de la société, et d'autre part par le refus quasi systématique de s'unir avec le PS.

## Les médias de gauche

### Presse papier
Quotidiens :
- Libération
- L'Humanité

Hebdomadaires :
- L'Obs
- Courrier international
- Politis
- Lutte ouvrière
- Le Canard enchaîné[104] (satirique)

Mensuels et périodiques :
- Le Monde diplomatique
- Alternatives économiques
- La Décroissance
- Fakir
- Le Monde libertaire
- Alternative libertaire

Par ailleurs, Le Monde, journal de référence, est souvent considéré comme de centre gauche.

### Sur Internet
- Le Média
- Mediapart
- Rue89
- Blast

## Penseurs de gauche
Jean Jaurès, homme politique et théoricien du socialisme.
Henri Lefebvre, philosophe marxiste français.
Maximilien Rubel, marxologue.